# Kilingi-Nõmme
Kilingi-Nõmme er en by i det sydvestlige Estland. Byen har et indbyggertal på 1.623 (2024) indbyggere og er hovedby i Saarde kommune.